# Liste der Baudenkmäler in Memmingerberg
Auf dieser Seite sind die Baudenkmäler in der schwäbischen Gemeinde Memmingerberg zusammengestellt. Diese Tabelle ist eine Teilliste der Liste der Baudenkmäler in Bayern. Grundlage ist die Bayerische Denkmalliste, die auf Basis des Bayerischen Denkmalschutzgesetzes vom 1. Oktober 1973 erstmals erstellt wurde und seither durch das Bayerische Landesamt für Denkmalpflege geführt wird. Die folgenden Angaben ersetzen nicht die rechtsverbindliche Auskunft der Denkmalschutzbehörde.

## Baudenkmäler nach Ortsteilen

### Memmingerberg
| Lage                                                                        | Objekt                                                        | Beschreibung | Akten-Nr.     | Bild                                      |
| --------------------------------------------------------------------------- | ------------------------------------------------------------- | --- | ------------- | ----------------------------------------- |
| Am Roten Schlößle 2 (Standort)                                              | Schloss                                                       | Rotes Schlössle, ehemaliger Landsitz der Familie von Unold, zweigeschossiges Walmdachgebäude mit vorspringenden Achsen, Volutengiebel und Risalitgliederung, 1776           | D-7-78-171-1  | Schloss                                   |
| Augsburger Straße (bei der Grubstraße östlich des Zehentstadels) (Standort) | Bildstock, Friedsaul                                          | Grenze der Memminger Hochgerichtsbarkeit, vierseitiger Nischenaufbau auf oktogonalem Pfeiler, 15. Jahrhundert                                                               | D-7-78-171-9  | Bildstock, Friedsaul                      |
| Augsburger Straße (bei der Grubstraße östlich des Zehentstadels) (Standort) | zwei Steinkreuze                                              | Tuffstein und Nagelfluh, spätmittelalterlich; bei der Friedsaul | D-7-78-171-10 | weitere Bilder                            |
| Augsburger Straße 3 (Standort)                                              | Bauernhaus                                                    | zweigeschossiger, traufständiger Mittertennbau mit Wiederkehr und Satteldach, im Kern 18. Jahrhundert                                                                       | D-7-78-171-13 | Bauernhaus                                |
| Benninger Straße 8 (Standort)                                               | Schloss                                                       | Wachterschlössle, ehemaliger Landsitz, dreigeschossiges Satteldachhaus mit Gesimsgliederung, für den Memminger Bürgermeister Hans Keller errichtet, zwischen 1520 und 1542  | D-7-78-171-2  | Schloss                                   |
| Bürgermeister-Rabus-Straße 5 (Standort)                                     | Ehemaliges Schloss                                            | ehemaliger Landsitz der Familie von Stoll, jetzt Gasthaus, zweigeschossiger, giebelständiger Satteldachbau mit Giebelgesims und Zwerchhaus mit geschweiftem Giebel, um 1725 | D-7-78-171-3  | Ehemaliges Schloss                        |
| Bürgermeister-Rabus-Straße 19 a (Standort)                                  | Gartenhaus                                                    | ehemals der Familie Lupin, zweigeschossiger Walmdachbau mit gegliedertem Außenbau, um 1720                                                                                  | D-7-78-171-4  | Gartenhaus                                |
| Bürgermeister-Rabus-Straße 22 (Standort)                                    | Zehentstadel des Memminger Unterhospitals                     | eingeschossiger Satteldachbau, bezeichnet 1545; am östlichen Ortsausgang | D-7-78-171-5  | Zehentstadel des Memminger Unterhospitals |
| Molkereistraße 6 a (Standort)                                               | Wohnhaus                                                      | zweigeschossiger, giebelständiger Satteldachbau mit Fachwerkobergeschoss, wohl erste Hälfte 18. Jahrhundert                                                                 | D-7-78-171-6  | Wohnhaus                                  |
| Schießstattstraße 6 (Standort)                                              | Evangelisch-lutherische Pfarrkirche St. Gordian und Epimachus | Saalbau mit eingezogenem Chor und südlichem Turm mit Spitzhelm, im Kern 1483, Umbau 1843, Turmobergeschosse 1868; mit Ausstattung                                           | D-7-78-171-8  | weitere Bilder                            |

### Künersberg
| Lage                     | Objekt             | Beschreibung | Akten-Nr.     | Bild               |
| ------------------------ | ------------------ | --- | ------------- | ------------------ |
| Künersberg 6 (Standort)  | Ehemaliges Schloss | Landsitz des Jakob von Küner, 1745–1770 Fayencefabrik, zweigeschossiger, langgestreckter Bau mit Mansardwalmdach, zurückgesetzte Flügelbauten mit Walmdach, 1741 | D-7-78-171-11 | Ehemaliges Schloss |
| Künersberg 16 (Standort) | Ehemaliges Badhaus | dreigeschossiger Satteldachbau, im Kern 1641, im 18. Jahrhundert verändert, modernisiert                                                                         | D-7-78-171-12 | Ehemaliges Badhaus |

## Abgegangene Baudenkmäler
In diesem Abschnitt sind Objekte aufgeführt, die früher einmal in der Denkmalliste eingetragen waren, jetzt aber nicht mehr existieren, z. B. weil sie abgebrochen wurden. Aktennummern in diesem Abschnitt sind ehemalige, jetzt nicht mehr gültige Aktennummern.

| Lage                                 | Objekt                | Beschreibung | Akten-Nr.    | Bild                  |
| ------------------------------------ | --------------------- | --- | ------------ | --------------------- |
| Memmingerberg Mühlenweg 2 (Standort) | Ehemaliges Bauernhaus | zweigeschossiger, traufständiger Mittertennbau mit Wiederkehr, Satteldach und verbrettertem Giebel, wohl Mitte 19. Jahrhundert | D-7-78-171-7 | Ehemaliges Bauernhaus |